# Melde
Melde (Atriplex) is een geslacht van kruidachtige en struikvormige planten uit de amarantenfamilie (Amaranthaceae). Het geslacht kent honderd tot tweehonderd soorten.
De ecologie van de planten in dit geslacht is zeer gevarieerd: sommigen zijn woestijnplanten, andere groeien juist aan de kust en zijn zoutplant (halofyt); andere soorten hebben een vochtig milieu nodig. Zoutplanten zijn zeer tolerant voor zout en slaan het op in hun bladeren. Deze worden soms ingezet om grond te ontzilten. Veel soorten zijn eetbaar.
De soorten uit het geslacht komen wijd verspreid voor in gematigde en subtropische regionen.
In de Benelux kan men in het wild aantreffen:
- Gelobde melde (Atriplex laciniata)
- Gesteelde spiesmelde (Atriplex longipes)
- Gesteelde zoutmelde (Atriplex pedunculata)
- Gewone zoutmelde (Atriplex portulacoides)
- Glanzende melde (Atriplex nitens)
- Kustmelde (Atriplex glabriuscula)
- Spiesmelde (Atriplex prostrata)
- Strandmelde (Atriplex littoralis)
- Tuinmelde (Atriplex hortensis)
- Uitstaande melde (Atriplex patula)

De tuinmelde (Atriplex hortensis) wordt ook wel "rode spinazie" genoemd. Deze eenjarige plant wordt als bladgroente gekweekt en heeft een zoute, spinazieachtige smaak. De plant kan 1-2 m hoog worden en de bladeren worden als spinazie gekookt of in salades verwerkt.
Verschillende soorten dienen als waardplant voor de rupsen van diverse vlindersoorten, waaronder  Actebia fennica, duinworteluil (Agrotis ripae), Coleophora adspersella, Coleophora motacillella, Coleophora saxicolella, Coleophora squalorella, Coleophora sternipennella, Coleophora unipunctella, Coleophora versurella, Coleophora vestianella, mendicabeer (Diaphora mendica), Discestra trifolii, Emmelina monodactyla, Epatolmis caesarea, Eupithecia simpliciata, Goniodoma auroguttella, Hadula trifolii, groente-uil (Lacanobia oleracea), variabele w-uil (Lacanobia suasa), kajatehoutspanner  (Pelurga comitata), Scythris limbella, Sitochroa verticalis, lieveling (Timandra comae) en meldevlinder (Trachea atriplicis).

## Soorten
- Atriplex abata I.M.Johnst.
- Atriplex acanthocarpa (Torr.) S.Watson
- Atriplex acutibractea R.H.Anderson
- Atriplex acutiloba R.H.Anderson
- Atriplex aellenii Sukhor.
- Atriplex alaschanica Y.Z.Zhao
- Atriplex alces Edginton & E.J.Thomps.
- Atriplex altaica Suchor.
- Atriplex amboensis Schinz
- Atriplex ameghinoi Speg.
- Atriplex amnicola Paul G.Wilson
- Atriplex angulata Benth.
- Atriplex arazdajanica Kapeller
- Atriplex argentea Nutt.
- Atriplex argentina Speg.
- Atriplex asplundii Standl.
- Atriplex atacamensis Phil.
- Atriplex aucheri Moq.
- Atriplex australasica Moq.
- Atriplex barclayana (Benth.) D.Dietr.
- Atriplex billardierei (Moq.) Hook.f.
- Atriplex boecheri Aellen
- Atriplex braunii A.Soriano
- Atriplex brenanii Sukhor.
- Atriplex buchananii (Kirk) Kirk ex Cheeseman
- Atriplex bunburyana F.Muell.
- Atriplex cana Ledeb.
- Atriplex canescens (Pursh) Nutt.
- Atriplex centralasiatica Iljin
- Atriplex cephalantha Aellen
- Atriplex chapinii I.M.Johnst.
- Atriplex chenopodioides Batt.
- Atriplex chilensis Colla
- Atriplex chizae Rosas
- Atriplex cinerea Poir.
- Atriplex clivicola I.M.Johnst.
- Atriplex codonocarpa Paul G.Wilson
- Atriplex colerei Maire
- Atriplex confertifolia (Torr. & Frém.) S.Watson
- Atriplex congolensis Sukhor.
- Atriplex coquimbana Phil.
- Atriplex cordifolia J.M.Black
- Atriplex cordubensis Gand. & Stuck.
- Atriplex cordulata Jeps.
- Atriplex coriacea Forssk.
- Atriplex cornigera Domin
- Atriplex coronata S.Watson
- Atriplex corrugata S.Watson
- Atriplex costellata Phil.
- Atriplex coulteri (Moq.) D.Dietr.
- Atriplex crassifolia Ledeb.
- Atriplex crassipes J.M.Black
- Atriplex crenatifolia Chodat & Wilczek
- Atriplex crispa D.Dietr.
- Atriplex cristata Humb. & Bonpl. ex Willd.
- Atriplex cryptocarpa Aellen
- Atriplex cyclostegia Standl.
- Atriplex davisii Aellen
- Atriplex dimorphostegia Kar. & Kir.
- Atriplex dioica Raf.
- Atriplex drymarioides Standl.
- Atriplex eardleyae Aellen
- Atriplex eichleri Aellen
- Atriplex elachophylla F.Muell.
- Atriplex elegans (Moq.) D.Dietr.
- Atriplex eremitis Cranfield
- Atriplex erigavoensis Thulin
- Atriplex erosa A.E.Brueckner & Verd.
- Atriplex espostoi Speg.
- Atriplex exilifolia F.Muell.
- Atriplex eximia A.Soriano
- Atriplex farinosa Forssk.
- Atriplex fera (L.) Bunge
- Atriplex fissivalvis F.Muell.
- Atriplex flabelliformis Paul G.Wilson
- Atriplex flabellum Bunge ex Boiss.
- Atriplex flavida (S.C.Sand. & G.L.Chu) D.J.Keil & D.W.Taylor
- Atriplex fominii Iljin
- Atriplex frankenioides Moran
- Atriplex frigida Speg.
- Atriplex fruticulosa Jeps.
- Atriplex gardneri (Moq.) D.Dietr.
- Atriplex garrettii Rydb.
- Atriplex glabriuscula Edmondston - Kustmelde
- Atriplex glauca L.
- Atriplex glaucescens Phil.
- Atriplex gmelinii C.A.Mey. ex Bong.
- Atriplex graciliflora M.E.Jones
- Atriplex griffithii Moq.
- Atriplex halimus L.
- Atriplex hollowayi de Lange & D.A.Norton
- Atriplex holocarpa F.Muell.
- Atriplex hortensis L. - Tuinmelde
- Atriplex humifusa Paul G.Wilson
- Atriplex humilis F.Muell.
- Atriplex hymenelytra (Torr.) S.Watson
- Atriplex hymenotheca Moq.
- Atriplex hypoleuca Nees
- Atriplex hystrix Phil.
- Atriplex iljinii Aellen
- Atriplex imbricata (Moq.) D.Dietr.
- Atriplex incrassata F.Muell.
- Atriplex infrequens Paul G.Wilson
- Atriplex intermedia R.H.Anderson
- Atriplex intracontinentalis Sukhor.
- Atriplex isatidea Moq.
- Atriplex johnstonii C.B.Wolf
- Atriplex jubata S.Moore
- Atriplex julacea S.Watson
- Atriplex klebergorum M.C.Johnst.
- Atriplex kochiana Maiden
- Atriplex laciniata L. - Gelobde melde
- Atriplex laevis Ledeb.
- Atriplex lampa (Moq.) Gillies ex D.Dietr.
- Atriplex lanfrancoi (Brullo & Pavone) G.Kadereit & Sukhor.
- Atriplex lasiantha Boiss.
- Atriplex lentiformis (Torr.) S.Watson
- Atriplex leptocarpa F.Muell.
- Atriplex leuca Phil.
- Atriplex leucophylla (Moq.) D.Dietr.
- Atriplex limbata Benth.
- Atriplex lindleyi Moq.
- Atriplex linearis S.Watson
- Atriplex linifolia Humb. & Bonpl. ex Willd.
- Atriplex lithophila A.Soriano ex Múlgura
- Atriplex littoralis L. - Strandmelde
- Atriplex lobativalvis F.Muell.
- Atriplex longipes Drejer - Gesteelde spiesmelde
- Atriplex macropterocarpa (Aellen) H.Eichler
- Atriplex madariagae Phil.
- Atriplex malvana Aellen & Sauvage
- Atriplex matamorensis A.Nelson
- Atriplex maximowicziana Makino
- Atriplex mendozaensis Speg.
- Atriplex micrantha Ledeb.
- Atriplex mollis Desf.
- Atriplex moneta Bunge ex Boiss.
- Atriplex monilifera S.Watson
- Atriplex montevidensis Spreng.
- Atriplex morrisii R.H.Anderson
- Atriplex muelleri Benth.
- Atriplex muricata Humb. & Bonpl. ex Willd.
- Atriplex myriophylla Phil.
- Atriplex nana Parr-Sm.
- Atriplex nessorhina S.W.L.Jacobs
- Atriplex nilotica Sukhor.
- Atriplex nitrophiloides A.Soriano ex Múlgura
- Atriplex nogalensis Friis & M.G.Gilbert
- Atriplex nudicaulis Boguslaw
- Atriplex nummularia Lindl.
- Atriplex obconica Paul G.Wilson
- Atriplex oblongifolia Waldst. & Kit.
- Atriplex obovata Moq.
- Atriplex oestophora S.F.Blake
- Atriplex oreophila Phil.
- Atriplex ornata Iljin
- Atriplex pacifica A.Nelson
- Atriplex paludosa R.Br.
- Atriplex pamirica Iljin
- Atriplex pamparum Griseb.
- Atriplex papillata J.H.Willis
- Atriplex paradoxa Nikitina
- Atriplex parishii S.Watson
- Atriplex parryi S.Watson
- Atriplex patagonica (Moq.) D.Dietr.
- Atriplex patens (Litv.) Iljin
- Atriplex patula L. - Uitstaande melde
- Atriplex pedunculata L. - Gesteelde zoutmelde
- Atriplex perrieri Leandri
- Atriplex peruviana Moq.
- Atriplex philippica Weinm.
- Atriplex philippii R.E.Fr.
- Atriplex phyllostegia (Torr. ex S.Watson) S.Watson
- Atriplex plebeia Carmich.
- Atriplex polycarpa (Torr.) S.Watson
- Atriplex portulacoides L. - Gewone zoutmelde
- Atriplex powellii S.Watson
- Atriplex pratovii Sukhor.
- Atriplex procumbens Less.
- Atriplex prosopidum I.M.Johnst.
- Atriplex prostrata Boucher ex DC. - Spiesmelde
- Atriplex pseudocampanulata Aellen
- Atriplex pueblensis Standl.
- Atriplex pumilio R.Br.
- Atriplex pungens Trautv.
- Atriplex pusilla (Torr. ex S.Watson) S.Watson
- Atriplex quadrivalvata Diels
- Atriplex quinii F.Muell.
- Atriplex quixadensis Del Vitto, Múlgura & Peten.
- Atriplex recurva d'Urv.
- Atriplex repanda Phil.
- Atriplex repens Roth
- Atriplex reptans I.M.Johnst.
- Atriplex retusa Gay
- Atriplex rhagodioides F.Muell.
- Atriplex robusta Stutz, M.R.Stutz & S.C.Sand.
- Atriplex rosea L.
- Atriplex rusbyi Britton
- Atriplex saccaria S.Watson
- Atriplex sagittata Borkh. - Glanzende melde
- Atriplex sagittifolia Speg.
- Atriplex schugnanica Iljin
- Atriplex semibaccata R.Br.
- Atriplex semilunaris Aellen
- Atriplex serenana A.Nelson ex Abrams
- Atriplex sibirica L.
- Atriplex sorianoi Múlgura
- Atriplex spegazzinii A.Soriano ex Múlgura
- Atriplex sphaeromorpha Iljin
- Atriplex spinibractea R.H.Anderson
- Atriplex spinifera J.F.Macbr.
- Atriplex spinulosa Paul G.Wilson
- Atriplex spongiosa F.Muell.
- Atriplex stipitata Benth.
- Atriplex stocksii (Wight) Boiss.
- Atriplex straminea Stutz & G.L.Chu
- Atriplex sturtii S.W.L.Jacobs
- Atriplex subcordata Kitag.
- Atriplex suberecta I.Verd.
- Atriplex sukhorukovii Basköse & Yaprak
- Atriplex taltalensis I.M.Johnst.
- Atriplex tampicensis Standl.
- Atriplex tatarica L.
- Atriplex tianschanica U.P.Pratov
- Atriplex tichomirovii Sukhor.
- Atriplex tornabenei Tineo ex Guss.
- Atriplex torreyi (S.Watson) S.Watson
- Atriplex truncata (Torr.) A.Gray
- Atriplex tularensis Coville
- Atriplex turbinata (R.H.Anderson) Aellen
- Atriplex turcica Basköse & Yaprak
- Atriplex turcomanica (Moq.) Boiss.
- Atriplex undulata (Moq.) D.Dietr.
- Atriplex valdesii Flores Olv.
- Atriplex vallenarensis M.Rosas
- Atriplex velutinella F.Muell.
- Atriplex verrucifera M.Bieb.
- Atriplex vesicaria Heward ex Benth.
- Atriplex vestita (Thunb.) Aellen
- Atriplex vulgatissima Speg.
- Atriplex watsonii A.Nelson ex Abrams
- Atriplex wolfii S.Watson
- Atriplex wrightii S.Watson
- Atriplex yeelirrie K.A.Sheph. & K.R.Thiele
- Atriplex zahlensis Mouterde

## Hybriden
- Atriplex × aptera A.Nelson
- Atriplex × gustafssoniana Tascher.
- Atriplex × hulmeana Tascher.
- Atriplex × neomexicana Standl.
- Atriplex × northusanum Wein
- Atriplex × odontoptera Rydb.
- Atriplex × taschereaui Stace